# Austropsopilio cygneus
Espèce
Austropsopilio cygneus est une espèce d'opilions dyspnois de la famille des Acropsopilionidae.

## Distribution
Cette espèce est endémique de Tasmanie en Australie. Elle se rencontre vers Liffey.

## Description
La femelle holotype mesure 2,11 mm de long et 0,86 mm de large.

## Systématique et taxinomie
Cette espèce a été décrite par Hickman en 1957.

## Publication originale
- Hickman, 1957 : « Some Tasmanian harvestmen of the sub-order Palpatores. » Papers and proceedings of the Royal Society of Tasmania, vol. 91, p. 65–79.